# Ісаак бен Шеломо Ель Дур
Ісаак бен Шоломо Ель Дур (івр. יצחק בן שלמה; 1751, Чуфут-Кале, Кримське ханство — 1826, Чуфут-Кале, Російська імперія) — гахам і вчитель в Чуфут-Кале. Видатний караїмський проповідник, богослов, вчений-історик, поет і педагог.

## Біографія
Народився відомий караїмський вчений у 1751 році в Чуфут-Кале. Фортеця Чуфут-Кале була для Ісаака і місцем роботи і домом. Він добре володів арабською мовою, і тому часто розтлумачував кримським татарам-мусульманам Коран і мусульманський календар. Жителі селища його дуже поважали й шанували, і не тільки через знання різних мов, в 1780 — 1784 роках над їхнім містечком запанувала чума, тоді Ісаак бен Шеломо чудово проявив себе в ролі лікаря. Завдячуючи йому і його лікарським здібностям, було врятовано багато жертв, які потерпали від епідемії.
Коли відбулася анексія Криму Російською імперією, у 1783 році, кримські караїми відправили гахама Ісаака бен Шеломо у Санкт-Петербург, разом із Соломоном Бабовичем. Тож, на аудієнції у імператриці Катерини ІІ, спільними зусиллями вони відстоїли караїмську націю як відмінну від євреїв (на яких в Росії тоді були накладені надмірні обмеження). Також караїми були звільнені від подвійного податку і інших, які накладались на усіх євреїв. Отжеб 8 червня 1795 року Катериною ІІ був виданий указ (щодо здійснення пільг караїмській громаді) на ім'я Катеринославського, Вознесенського і Таврійського генерал-губернатора графа Платона Олександровича Зубова:
|  | Граф Платон Олександрович! У наслідок представлення Вашого, вчиненого по проханню спільноти таврійських євреїв, іменованих караїми, і в повазі обставин, детально Вами зображених, Всемилостивіше наказуємо не брати з них подвійних податей, які покладені на всіх взагалі євреїв, а стягувати з них по колишньому нарівні з іншими купцями і міщанами, що в області Таврійської живуть, представляю у Вашому розпорядженні про надання їм, по можливості, і інших вигод та полегшень, із застереженням тільки, щоб у спільноті сих караїмів не входили з тих євреїв, вряди відомі під назвою раббинів, і про які видані від Нас узаконення, що повиннівиконані бути по всій точності. Що ж стосується до права володіння їх нерухомих маєтків, в тому поступати за указом Нашим на доповідь Сенату минулого 1794 Жовтня в 19 день (9 листопада) без затримок. Перебуваємо в іншому Вам прихильні |

Впливовість Ісаака бен Шеломо характеризує те, що коли імператор Олександр І двічі відвідував Крим, він неодмінно зустрічався в з караїмським мудрецем-наставником: у 1818 році він приймав вельможу в Чуфут-Кале, і в 1824 році, вже бувши важко хворим, він знову мав зустріч з імператором. Народ зберіг невеличкий спомин-переказ про ті відвідини:
|  | Караїмський поет Ісаак бен Шеломо Ель-Дур стверджував, що якось раз російський імператор Олександр I зайшов в будинок до одного з караїмів, побачив караїмську красуню, остовпів і вигукнув: «Проси в мене, чого хочеш!» Вона відповіла: «Крім здоров'я і багатоліття Вашій Величності, нічого собі не бажаю». За таку скромність цар, за легендою, подарував їй перстень з власної руки. |

|  | ... Прибув до наше містечко Кале імператор Олександр Перший — так живе він вічно! І ввійшов в кенасу, і славословили ми його співом молитов, він стояв, тримаючи шапку в руках. І запитав Государ мене, чи зобов'язаний він надіти кашкет. На що я відповів: - Право в руках Пана — так чи ні! - Як на вашу законом? — Запитав Государ. - У нас немає закону про це. Але ми самі не повинні оголювати голову в кенасі. Государ задумався, та так і не надів кашкет до кінця молитви. Вийшовши з кенаси, він попросив мене вказати йому будинок, де можна відпочити. І тут пан наш Біньямін-Ага зібрався з духом і попросив Государя ощасливити його будинок своєю присутністю. І прийшов Государ в будинок до Біньяміну-Ага, підкріпився трохи їжею і відпочив. А після вийшов до жінок, ласкаво говорив з ними, жартував з маленькими дітьми. А після попрямував в Бахчисарай, звідти поїхав до Сімферополя і потім в Ор. І коли прибув в Ор, надіслав нам звідти золоте кільце з діамантовим каменем. |

Ймовірно, що саме таким чином російські вельможі віддячувалися караїмській спільноті, яка через своїх впливових представників схилила колишнього і останнього володаря Кримського ханства, Шагін-Гірея, на союз із Москвою, спершу посприявши його сходженню на трон. Встановлена в Євпаторійській кенасі меморіальна табличка чітко вказує, що Ісаак бен Шеломо і Веніамін-Ага були серед 12 вельмож, що підписали акт про зведення на престол Шагін-Гірея, який сприяв анексії Криму Російською імперією.

## Творчі набутки
Поміж різних чеснот Ісаака бен Шеломо, найціннішою, в очах караїмів, стала поетично-духовна. Як філософ і богослов він складав проповіді та настанови, а поетичні тексти (до літургій, або ж ліричні) передавалися з уст в уста. На жаль, у ті часи не були актуальними письмові записи, тому до сучасників дійшло лише кілька речей із творчого надбання Ісаака бен Шеломо:
- «Or hallevana» («Світло Місяця») — рукописний трактат про новолуння (молодик) і календарні літочислення, написаний в 1802 році. Для караїмів це була новаторська праця, оскільки частину своїх астрономічних обрахунків автор проводить за системою Коперника (тоді як всі караїми дотримувалися ще системи Птолемея);
- «Pinnatte Ikratte» («Дорогоцінна Основа») — рукописний трактат про десять догм для караїмської віри (наче катехизис для караїмів).

Значну частину ліричних творів, оди та літургійні піснеспіви, Ісаак декламував в Чуфут-Кале, людям вони подобалися, тому в 1805 році він долучив кілька таких текстів і видрукував в місцевій друкарні Чуфут-Кале. Кілька таких віршів дійшли до сучасних днів:
|  | Сарфе меромим, бе-эхъад бе-шаббат. Чур дар шамаим, газар ле-маим. Гъивдиль бентаим, бе-шени бе-шаббат. Хъай ве-къаддыша, гъера йаббаша. Лигъйот кол нафша, шелиши бе-шаббат. Къорэ гъад-дорот, йачар мо-орот. Кохвэ маззарот, ревии бе-шаббат. Офот шемайя, ве-ширче майя. Гъимчи хъасинъя, хъамиши бе-шаббат. Иш гъа-адама, бара бе-хъохма. Бе-челем рума, бе-шишши бе-шаббат. Килла мелахто, бе-йом шаббатто. Чива лагъдато, лишмор эт гъаш-шаббат. Асар мелаха, гам ров бераха. Гъинхъиль ве-зикка, ле-шомре гъаш-шаббат. |

Наступником Ісаака став гахам Бабакан Бабович, який і ухвалив рішення про публікації відомого свого земляка. Тож спершу було видрукувано дві книжки («Or hallevana» та «Pinnatte Ikratte») у Житомирі. Через багато років книжку «Pinnatte Ikratte» було вдруге видрукувано, тепер уже на узбережжі Середземного моря, в ізраїльському містечку Ашдод.